# Baby, the Stars Shine Bright
Baby, the Stars Shine Bright è il terzo album in studio del duo musicale britannico Everything but the Girl, pubblicato nel 1986.

## Tracce
1. Come on Home – 3:21
2. Don't Leave Me Behind – 3:15
3. A Country Mile – 3:04
4. Cross My Heart – 3:41
5. Don't Let the Teardrops Rust Your Shining Heart – 3:21
6. Careless – 3:26
7. Sugar Finney – 3:34
8. Come Hell or High Water – 3:22
9. Fighting Talk – 3:20
10. Little Hitler – 4:05

## Formazione
- Tracey Thorn – voce
- Ben Watt – chitarra, arrangiamenti orchestrali

## Curiosità
- La catena di boutique giapponese Baby, The Stars Shine Bright prende il nome da questo disco.